# Priolepis akihitoi
Priolepis akihitoi är en fiskart som beskrevs av Douglass Fielding Hoese och Helen K. Larson 2010. Priolepis akihitoi ingår i släktet Priolepis och familjen smörbultsfiskar. Inga underarter finns listade i Catalogue of Life.